# Arnäs församling
Arnäs församling är en församling i Arnäs pastorat i Örnsköldsviks kontrakt i Härnösands stift i Svenska kyrkan. Församlingen ligger i Örnsköldsviks kommun i Västernorrlands län (Ångermanland).

## Administrativ historik
Församlingen bildades på 1300-talet genom utbrytning ur Själevads församling. 1807 utbröts Gideå församling. Församlingen utgjorde till 1811 ett eget pastorat, för att därefter till 1823 vara moderförsamling i pastoratet Arnäs och Gideå. Från 1823 till 2002 utgjorde församlingen ett eget pastorat igen. Församlingen är sedan 2002 moderförsamling i pastoratet Arnäs, Gideå och Trehörningsjö, från 2014 Arnäs och Gideå-Trehörningsjö.

## Kyrkoherdar
| Ämbetstid | Namn                               | Levnadstid | Övrigt                                   |
| --------- | ---------------------------------- | ---------- | ---------------------------------------- |
| 1374      | Ewardus                            |            |                                          |
| 1423      | Johannes Jouari                    |            |                                          |
| 1527      | Olof                               |            |                                          |
| 1539–1570 | Lars Biörnson (Laurentius Beronis) |            |                                          |
| 1571–1624 | Olaus Sigfridi                     |            |                                          |
| 1624–1628 | Erik                               |            |                                          |
| 1629–1637 | Peder Gudmundi (Mosén)             |            |                                          |
| 1638–1650 | Samuel Benedicti Blix              | –1650      |                                          |
| 1651–1655 | Jonas Zachariae Bureus             | 1599–      |                                          |
| 1656–1660 | Hans Canuti Rhezelius              | –1660      |                                          |
| 1662–1663 | Hans Damianus van Hvedstorp        |            |                                          |
| 1663–1666 | Israel Thelaus                     |            |                                          |
| 1668–1686 | Esaias Stephani Graahn             |            |                                          |
| 1686–1690 | Andreas Marini Muur                | –1690      |                                          |
| 1692–1693 | Oluas Petri Sundin                 | 1650–1693  |                                          |
| 1695–1698 | Erik Olai Graan                    | 1658–1698  |                                          |
| 1700–1714 | Jonas Svenonis Wagenius            | –1714      |                                          |
| 1716–1725 | Nils Ursinus                       | –1725      |                                          |
| 1725–1763 | Nils Stecksenius                   | –1763      |                                          |
| 1763–1799 | Carl Genberg                       | 1711–      |                                          |
| 1800–1806 | Jonas C. Genberg                   |            | Senare kyrkoherde i Bygdeå församling.   |
| 1807–1820 | Olof Delldén                       | 1758–1820  |                                          |
| 1823–1838 | Johan Hörnell                      | 1764–1838  |                                          |
| 1841–1870 | Pehr Erik Högström                 | 1779–1870  |                                          |
| 1872–1889 | Carl Gustaf Naeslund               | 1825–1889  |                                          |
| 1890–1894 | Olof Bergner                       | 1841–1894  |                                          |
| 1896–1906 | Anton Lundström                    | 1856–1906  |                                          |
| 1906–1913 | Per Söderlind                      | 1865–1947  | Senare domprost i Härnösands församling. |
| 1913–     | Johan Axel Carlsson                | 1867–      |                                          |

## Kyrkor
- Arnäs kyrka
- Alne församlingsgård